# Jugurtia zarudnyi
Jugurtia zarudnyi är en stekelart som beskrevs av Kostylev 1935. Jugurtia zarudnyi ingår i släktet Jugurtia och familjen Masaridae. Inga underarter finns listade i Catalogue of Life.